# OpenSER
OpenSER est un serveur SIP libre (licence GPL), les sources ont embranché en deux logiciels, OpenSIPS et Kamailio et n'est plus maintenu sous son nom original.
Peu après l'embranchement OpenSIPS, le projet OpenSER pour des raisons de droits de marque a été renommé Kamailio.

## Versions des branches
- OpenSIPS 1.4.0 (4 août 2008)
- Kamailio 1.4.0 (7 août 2008)
- OpenSIPS 1.4.3 (8 décembre 2008)
- Kamailio 1.4.3 (16 décembre 2008)
- Kamailio 1.5.0 (2 mars 2009)
- Kamailio 1.4.4 (25 mars 2009)
- OpenSIPS 1.4.5 (23 mars 2009)
- Kamailio 1.5.1 (29 avril 2009)
- OpenSIPS 1.5.1 (13 avril 2009)
- Kamailio 1.5.2 (14 juillet 2009)
- Kamailio 3.0.0 (11 janvier 2010)
- OpenSIPS 1.6.1 (28 janvier 2010)